# Eccidio di Riva del Garda
L'eccidio di Riva del Garda consistette nell'uccisione di sei partigiani rivani appartenenti al movimento di Resistenza trentino, che si mobilitò contro l'occupazione nazista della provincia di Trento fin dal settembre 1943, dopo l'inserimento nell'Operationszone Alpenvorland, che comprendeva anche Bolzano e Belluno. Le vittime furono prelevate dalle proprie case e giustiziate a seguito di una vasta e feroce "operazione di polizia" condotta dalla Gestapo.
L'eccidio avvenne il 28 giugno 1944. I malcapitati furono: Enrico Meroni, Eugenio Impera, Antonio Gambaretto e Augusto Betta, Gastone Franchetti (catturato il 29 giugno e fucilato in agosto a Bolzano) e Remo Ballardini (morì in ottobre, appena liberato, in seguito alle sevizie subite durante la carcerazione). L'eccidio scosse profondamente le formazioni partigiane del Basso Sarca, ma non ne spense gli animi, la loro azione contro le truppe naziste fu ancora più determinata e intensa, fino alla completa liberazione nel maggio del 1945: «è il momento del furore, dell’angelica vendetta [...] con l’insurrezione di Riva il dramma del 28 giugno arriva al suo vero compimento».

## Contesto storico e politico

### Resistenza e attività partigiana nella zona del Sarca prima del 1943
La resistenza e la lotta partigiana a Riva del Garda, come in tutta Italia, furono legate alle radici dell'opposizione antifascista durante il ventennio mussoliniano e all'attività politica dei partiti che le leggi fascistissime (1925-1926) soppressero dopo il colpo di Stato del 1922.
Tra il 1926 e il 1936 lo stato di illegalità e la repressione fascista aveva ridotto al minimo i rapporti politici e i contatti personali degli ex-militanti comunisti e socialisti, che «sino alla data delle leggi speciali, avevano svolto nella zona del Basso Sarca attività di organizzazione e propaganda, anche quando le condizioni del lavoro politico erano divenute, di fatto, quelle di una semi-clandestinità»; solo dopo l'intervento fascista nella Guerra civile spagnola e lo scoppio della Seconda guerra mondiale il movimento clandestino comunista riprese vigore soprattutto in Valle Lagarina, nel Basso Sarca e a Trento.
Nel 1942 a Riva del Garda nacque un piccolo movimento tra le file dell'organizzazione giovanile di regime (Gioventù italiana del Littorio) "I Figli della Montagna", il cui ideatore e trascinatore fu Gastone Franchetti; inizialmente l'obiettivo di questo nuovo gruppo giovanile «era quello di avvicinare i giovani agli ideali dell'alpinismo, alla semplicità della montagna, al costume di una fratellanza che condividesse gli sforzi e la gioia delle conquiste sportive» ma ben presto le cose mutarono verso l'idea e il progetto di una lotta armata contro i fascisti e i nazisti, grazie anche all'esperienza vissuta da Franchetti «quale ufficiale di un battaglione della divisione alpina 'Julia' in zona di operazioni antiguerriglia, nel territorio sloveno occupato dagli italiani, esperienza da cui egli uscì convinto delle buone ragioni che sostenevano la resistenza popolare jugoslava e della necessità di seguirne l'esempio».

### Resistenza e attività partigiana nella zona del Sarca dopo l'occupazione tedesca
Il 25 luglio 1943 segnò la caduta del fascismo e l'inizio dell'occupazione nazista del Trentino (8 settembre), seguita dalla ricostruzione della Repubblica Sociale Italiana: «L'occupazione del Paese da parte delle armate naziste si completò in pochi giorni. L'esercito italiano fu fatto prigioniero e i soldati inviati nei campi di concentramento in Germania». La situazione politico-militare in cui venne a trovarsi il Trentino, e Riva del Garda in particolare, dopo l'8 settembre, fu tale che il movimento di resistenza dovette operare in mezzo a enormi difficoltà. Infatti dopo l'inserimento della provincia di Trento nell'Operationszone Alpenvorland e data la sua posizione strategica (Linea del Brennero), la zona fu presieduta da una fitta rete di polizia e di spie fasciste. 

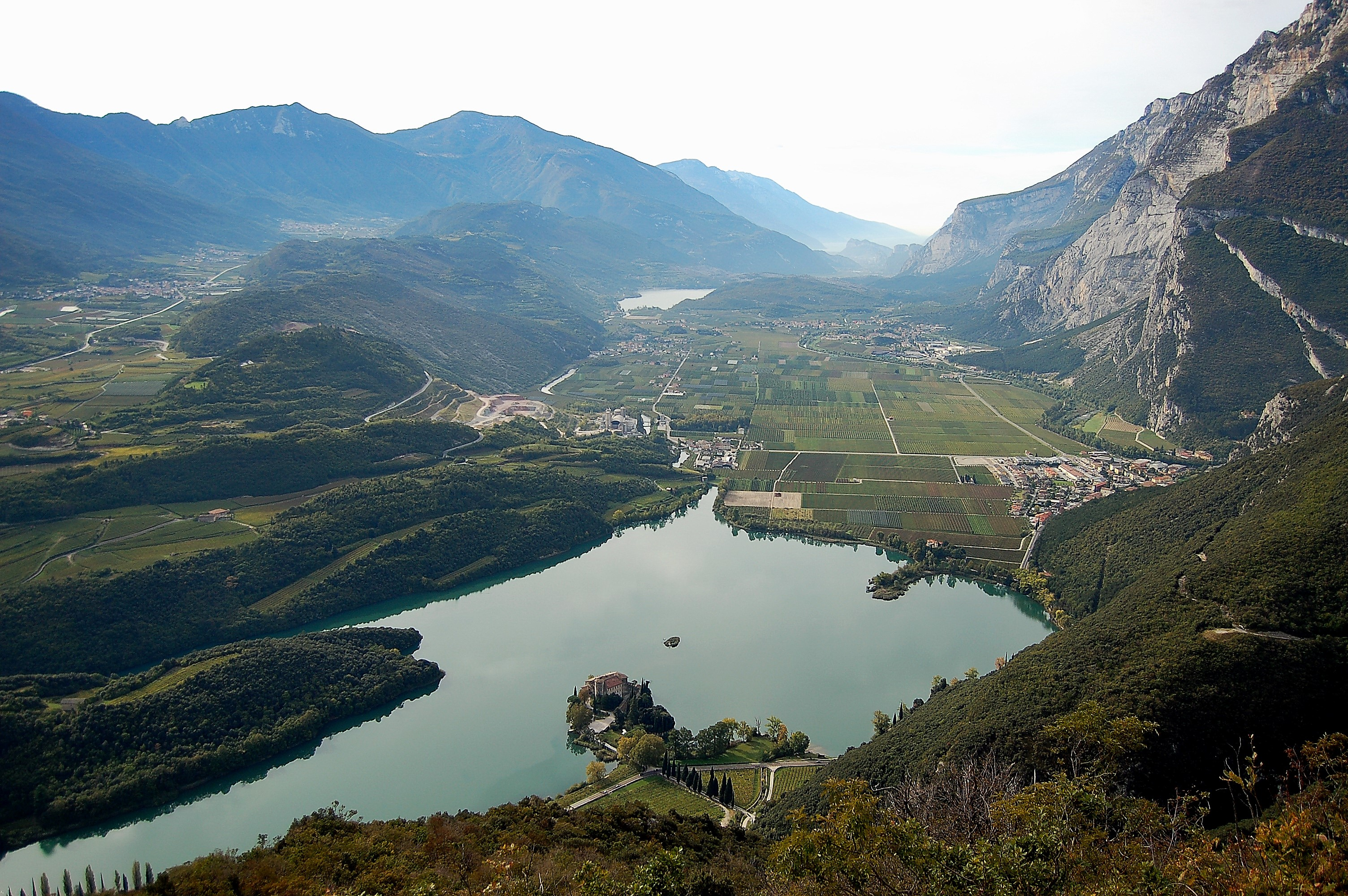
La valle del Sarca.

Zona d'operazioni delle Prealpi nel 1943.

Le due più importanti organizzazioni partigiane del Basso Sarca in quel periodo furono due, le Formazioni Garibaldine (organizzate dal Partito Comunista) e le Fiamme Verdi (costituite il 6 agosto 1943 da Franchetti). Nei mesi di settembre e novembre del 1943 i due gruppi si riunirono e coalizzarono, esaminando la situazione creatasi nel Basso Sarca dopo l'occupazione nazista e stabilendo le misure atte per fronteggiarla. Fu deciso di «mobilitarsi per la raccolta di armi e munizioni, organizzare un servizio di trasporto delle stesse in montagna, ricercare luoghi adatti per una efficiente conservazione e per l'occultamento, al fine di assistere e prestare soccorso ai militari nascosti e possibilmente portarli alla resistenza». In quei mesi venne costituito un centro di raccolta di armi e viveri in una caverna sul Monte S. Giovanni, in località Mandrea e a Riva del Garda.  Franchetti aveva ideato un vasto programma d'azione che prevedeva l'estensione del movimento delle Fiamme Verdi a tutte le regioni alpine dell'Italia settentrionale, tanto che «in breve tempo sorgevano nuclei a Brescia, a Milano e in Valtellina» e verso la fine di dicembre «si stabilì di trasportare una grossa formazione di partigiani dalla provincia di Brescia nel Trentino» ma il piano dovette essere abbandonato per la crescente pressione della polizia tedesca e per l'arresto di Franchetti il 7 gennaio 1944. Dopo circa un mese di detenzione venne rilasciato dalle SS, il cui scopo era quello di usarlo come esca, come filo conduttore per scoprire tutta l'organizzazione partigiana clandestina. In questo stesso periodo l'Alto comando delle SS venne trasferito da Verona a Varone (frazione di Riva), così da aumentare notevolmente i controlli nel Basso Sarca.
Nonostante la crescente pressione nazista, nei mesi di febbraio e marzo del '44 era ripresa la ricerca di armi e munizioni e l'opera di sabotaggio ad automezzi tedeschi: «i trasporti più importanti di questo periodo vennero effettuati il 10, il 16 febbraio e l'1 marzo, con la consegna di 10 fucili, due casse di munizioni e di 15 fucili mitragliatori». Una volta rilasciato, Franchetti riprese il lavoro nella formazione partigiana e d'accordo con il C.L.N. di Trento venne formato, in Val di Genova, il primo gruppo combattente di quella che poi sarebbe diventata la Brigata "Cesare Battisti", sfortunatamente Franchetti venne di nuovo arrestato l'8 aprile e dopo appena 12 giorni di detenzione rilasciato: «I tedeschi ormai avevano ideato un piano per venire a capo di tutto il movimento clandestino, lo rilasciarono [...] ma ormai la rete si stringeva attorno a lui e a molti esponenti del movimento». Nel frattempo l'azione partigiana nel Basso Sarca continuò (25 marzo, 8 aprile, 14 maggio), tanto che nel mese di maggio le organizzazioni Garibaldine si impadronirono del piano di fortificazione delle Gardesane che venne subito inviato al C.L.N. di Trento e al Comando Fiamme Verdi di Brescia. Dopo la metà di giugno del '44 «una grossa fetta del movimento partigiano trentino non era più un mistero per la Gestapo che fece scattare la sua terrificante macchina terroristica all'alba del mattino del 28 giugno».

## L'eccidio

### I fatti
(D. Dassatti, "Lotta di Liberazione a Riva. 1943-1945", cit., p. 8.)
Dopo il secondo rilascio (aprile '44) il lavoro di Franchetti fu seguito e controllato dall'amico d'infanzia nonché informatore delle SS Lutterotti Fiore. Quest'ultimo era rientrato dalla deportazione nel settembre del '44, grazie alla scelta di collaborare con le forze naziste. Il suo compito fu quello di scoprire il piano d'azione partigiana nel Basso Sarca e di entrare nelle grazie di Franchetti; riuscì infatti a reperire importanti informazioni dell'organizzazione clandestina e dei suoi partecipanti. Così la sera del 27 giugno 1944 giunsero segretamente a Riva del Garda 50 agenti della Gestapo per stroncare alle radici il movimento partigiano trentino. Il mattino del 28 giugno intorno alle ore 5 i comuni di Riva del Garda, Arco, Nago e Limone furono svegliati «dal passo marcato dei drappelli delle SS e dai colpi di mitra nazisti indirizzati su bersagli umani». In totale furono giustiziati 11 partigiani sul luogo di cattura e nei giorni a seguire tra arresti ed esecuzioni le vittime totali arrivarono a 32.  A Riva del Garda i partigiani colpiti dall'eccidio furono Enrico Meroni, Eugenio Impera, Antonio Gambaretto, Augusto Betta, Giorgio Tosi, Gastone Franchetti (catturato il 29 giugno e fucilato in agosto a Bolzano) e Remo Ballardini (morì in ottobre, appena liberato, in seguito alle sevizie subite durante la carcerazione).
Le vittime dell'efferata operazione antipartigiana nell'Alto Garda nella zona di Arco furono Giuseppe Marconi, Federico Toti, Giovanni Bresadola e Giuseppe Ballanti; nella zona di Nago morì Gioacchino Bertoldi; nella zona di Limone sul Garda furono uccisi Franco Gerardi, trucidato poco dopo durante il suo trasferimento a Riva, e Giuseppe Porpora, fucilato in agosto a Fonzaso; a Trento furono giustiziati Gianantonio Manci e il suo segretario Mario Agostini; a Rovereto morirono Giuseppe Ferrandi, Silvio Bettini Schettini e Angelo Bettini; nella zona di Pergine fu ucciso Gino Lubich.

Un numero considerevole di partigiani riuscì a sfuggire all'arresto e ad impedire che «la falla aperta alla base dell'organizzazione s'allargasse ulteriormente»; i giorni seguenti all'eccidio nella località di S. Pietro di Misone, come previsto in caso di pericolo, le formazioni partigiane clandestine si raccolsero attorno all'allora Comandante Dario Dante Dassatti, il quale ritenne opportuno la riorganizzazione e il riarmo dei suoi uomini, così da ripristinare al più presto i collegamenti nella zona di Riva. 

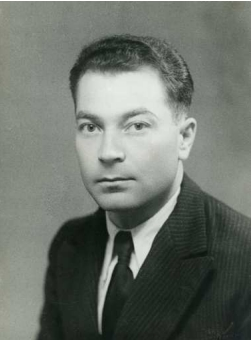
Antonio Gambaretto (1913- 1944)
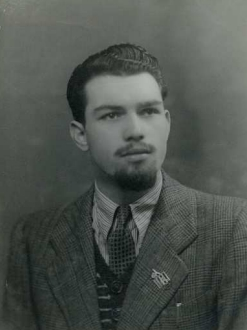
Gastone Franchetti (1920- 1944)
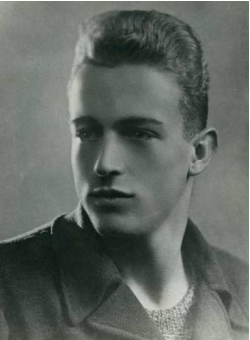
Enrico Meroni (1925- 1944)
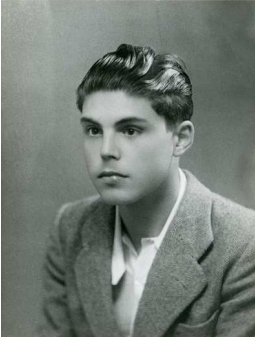
Eugenio Impera (1925- 1944)
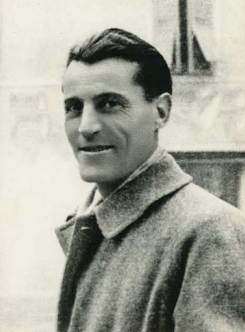
Augusto Betta (1899- 1944)
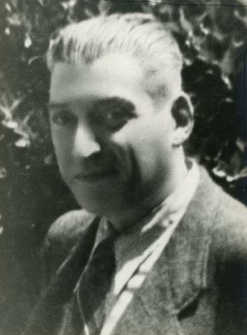
Remo Ballardini (1892-1944)

### L'eco dell'eccidio nel movimento partigiano
I mesi che seguirono l'eccidio diedero un colpo gravissimo alla resistenza partigiana nel Basso Sarca che riprese con cautela, ma non si affievolì «Dassatti e molti altri partigiani erano riusciti a sfuggire all'arresto e raggiunsero la zona di Bagolino, in Val di Sabbia, dove esisteva una fitta rete di partigiani». Il 4 dicembre del 1944 venne costituita una brigata garibaldina che prese il nome di una delle vittime dell'eccidio, la Brigata Eugenio Impera. Stabilito il piano d'azione della nuova formazione, vennero intensificati i collegamenti con i distaccamenti delle frazioni di Nago, Torbole, Tenno, Campi e si passò all'attuazione della raccolta e dell'ammassamento di nuove armi.
Nel gennaio del 1945 la neonata brigata entrò in contatto con una nuova formazione partigiana composta in prevalenza da operai delle officine Fiat, la cui azione mirava al sabotaggio della produzione bellica tedesca, e in pochi giorni decisero di unirsi nella lotta antifascista; nel mentre nella zona montana di Tenno si era costituita un ulteriore gruppo partigiano, il Battaglione Epifanio Gobbi, in onore di uno dei suoi componenti caduto in battaglia. Tra febbraio e gli inizi di aprile vennero rinnovati e riorganizzati i gruppi di combattimento e le armi raccolte e ammassate in precedenza vennero spostate in luoghi più vicini ai terreni d'azione, «tutto era quindi pronto perché anche a Riva e nel Basso Sarca si rispondesse all'ordine dell'insurrezione generale che venne dato dal CLNAI per il 25 aprile».
Dopo la liberazione del 25 aprile e la ritirata delle truppe tedesche su tutto il suolo italiano, le operazioni belliche si spostarono fino alla zona del Garda. Il 28 aprile Riva venne occupata e barricata dalle truppe tedesche che «piazzarono lungo tutta la costa settentrionale del Garda numerose batterie da 88 mm che avevano il compito di stendere un fuoco di sbarramento sulle Gardesane per impedire agli alleati l'accesso alla città». Seguirono tre giornate di durissima lotta che si conclusero il 30 aprile a mezzogiorno, quando i partigiani entrarono vittoriosi a Riva, dopo aver infranto le ultime resistenze tedesche: «gli uomini della brigata Impera al comando di Dante Dassatti, si schierarono a salutare gli angloamericani e, su richiesta degli stessi alleati, presero posizione in modo da impedire eventuali contrattacchi tedeschi fino all'arrivo del grosso delle truppe alleate». La sera stessa anche Arco fu occupata e protetta fino all'arrivo delle truppe americane (4 maggio), le formazioni partigiane nel mentre segnalarono prontamente al Comando americano di Torbole, Nago e Riva le posizioni tedesche che vennero definitivamente debellate.
(Autori Vari, 28 Giugno 1944, cit., p. 22)

## La memoria dell'eccidio

### Commemorazioni e monumenti
Nel gennaio del 2023 la sezione locale dell’Associazione Nazionale Partigiani d’Italia Sezione Alto Garda e Ledro in accordo con il Comune di Riva del Garda, con il Museo Alto Garda  e con il Laboratorio di Storia di Rovereto (ente che dal 1989 si occupa di temi legati alla storia contemporanea del territorio trentino) ha deciso di commemorare le 6 vittime dell'eccidio del 28 giugno prendendo parte al progetto "Pietre d'inciampo" (o Stolpersteine) ideate dall’artista tedesco Gunter Demnig nel 1992, cioè nella posa di piccole pietre in calcestruzzo, incastonate nella pavimentazione urbana, con una faccia in ottone in vista recante alcune sintetiche informazioni riguardanti le vittime delle persecuzioni naziste. In tutto sono state posizionate 8 pietre: di cui sei sono state dedicate ai “Martiri del 28 giugno 1944” (Enrico Meroni, Eugenio Impera, Antonio Gambaretto, Augusto Betta, Gastone Franchetti e Remo Ballardini), e le altre due sono dedicate a Vincenzo Cicala (deportato a Mauthausen nel 1944 e in seguito al sottocampo di Melk, dove morì il 29 gennaio 1945, con l’accusa di aver guidato prigionieri alleati in fuga verso la Svizzera) e ad Antonio Bosco (disertore avvicinatosi ai gruppi partigiani del Sommolago, giustiziato nel carcere di Bolzano il 29 agosto del 1944). 

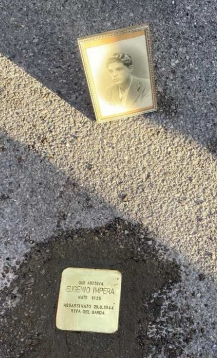
Le 6 pietre da inciampo poste a Riva in memoria dei "Martiri del 28 giugno 1944".
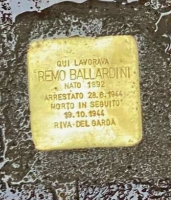
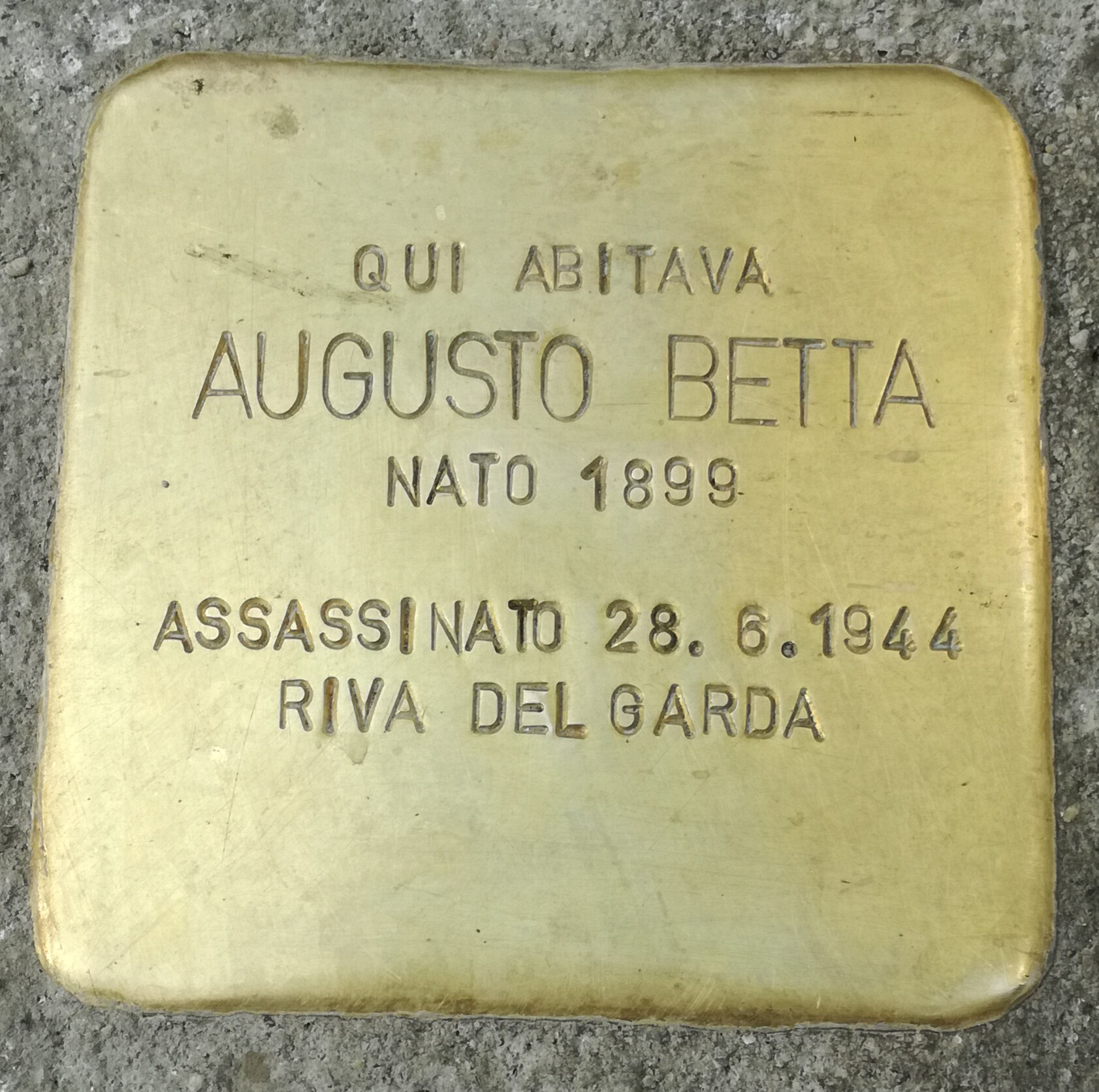
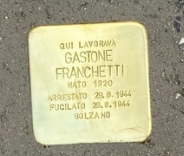
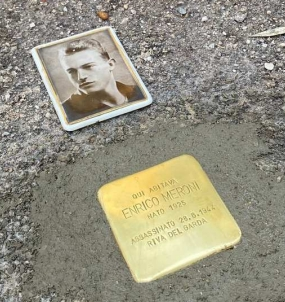
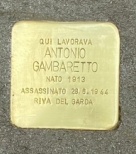